# Obras públicas (exposición)
Obras públicas fue una exposición de «artefactos visuales» (poemas, antipoemas e instalaciones) del poeta Nicanor Parra realizada entre el 17 de agosto y el 6 de octubre de 2006 en el Centro Cultural Palacio La Moneda de Santiago de Chile. Los curadores de la muestra fueron su hija Colombina Parra y su pareja Hernán Edwards, quienes junto a Marcial Cortés-Monroy fueron los artífices originales del proyecto. El vocero oficial durante la exhibición fue Tololo, el hijo de Colombina que entonces tenía solo catorce años. Ese mismo año apareció un libro a modo de catálogo de la muestra.
La exposición recibió alrededor de seis mil visitas diarias, y causó un gran revuelo en el país, principalmente por su controvertido artefacto «El pago de Chile», que consistía en recortes de fotografías de los presidentes de Chile colgados de sogas por el cuello, con la excepción de la presidenta actual de entonces, Michelle Bachelet.
El poeta ya había realizado anteriormente otras exposiciones con el nombre Obras públicas, como la realizada en 1990 en el Encuentro Nacional de Artes (Enart). Asimismo, también había presentado la exposición Artefactos visuales en 2001, en las ciudades de Madrid y Santiago de Chile.

## Organización del evento y posible intento de censura

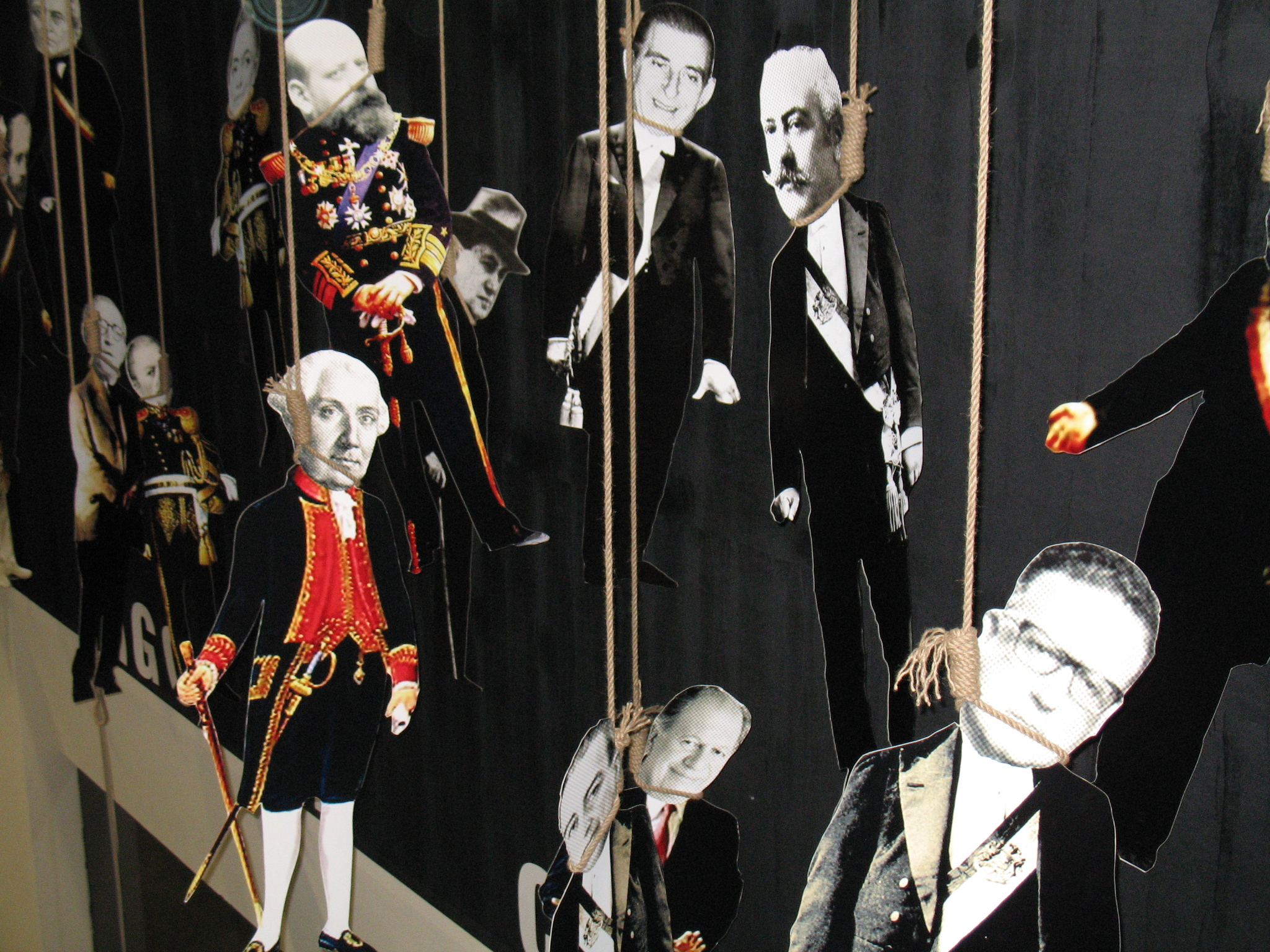
Artefacto «El pago de Chile»

El evento se comenzó a organizar en abril de 2006, en manos de la publicista y coordinadora general del Centro Cultural Palacio La Moneda, Morgana Rodríguez, cercana del poeta y vecina de éste en Las Cruces. El gobierno de turno preguntó a Parra si querría retirar su artefacto «El pago de Chile» de la exposición, a lo que el antipoeta se negó rotundamente.
Morgana Rodríguez fue despedida de su cargo una semana antes de la inauguración del evento y un mes después de haber sido renovado su contrato. De acuerdo con su propia versión, esta decisión se debió a que ella también se oponía a la censura. Según la ministra de Cultura, Paulina Urrutia, nunca hubo intentos de censura, y el despido de Rodríguez se debió a razones administrativas ajenas a la muestra, las cuales sin embargo no fueron transparentadas.

## Inauguración

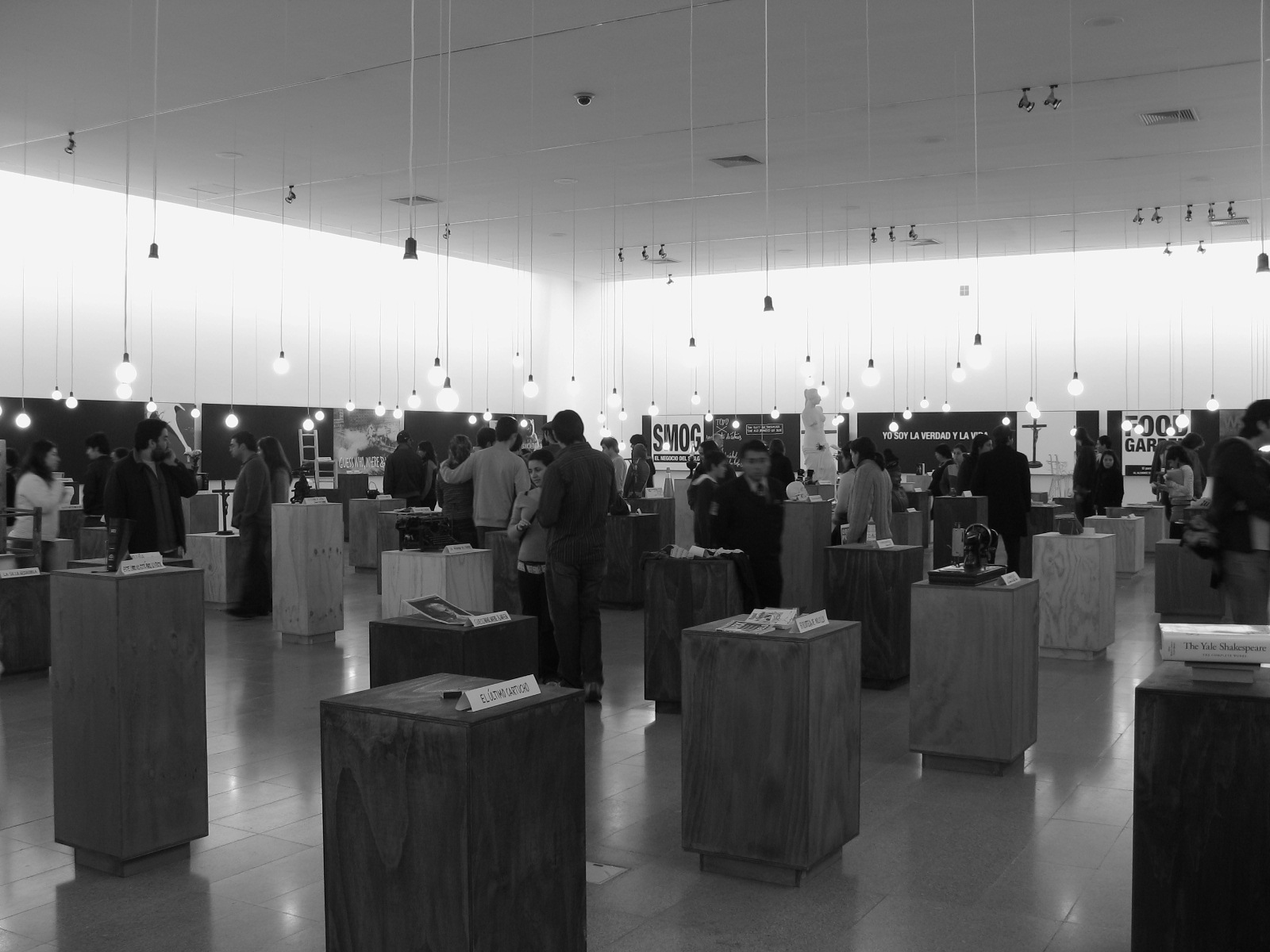
Una de las salas de la exposición.

La exposición se inauguró un jueves por la noche en presencia de cientos de invitados. Los discursos estuvieron a cargo de la ministra Paulina Urrutia, el poeta Nicanor Parra (quien recitó su célebre poema «El hombre imaginario») y la presidenta Michelle Bachelet, cuyo trayecto por la sala de exposiciones y ubicación en el escenario fueron dispuestos estratégicamente para que las fotografías y cámaras no enfocaran «El pago de Chile».

## Las piezas de la exposición
Entre los objetos utilizados en la exposición se encuentran una balanza, una máquina de coser, una bombilla rota, una botella de Coca-Cola, papel higiénico, periódicos, imágenes de Juan Pablo II, crucifijos y ataúdes, entre muchos otros.
Para el poeta, las piezas de esta exposición son neokitsch y neodadaístas, si bien el dadaísmo «trabaja el espacio de museo» y sus artefactos, en cambio, «actúan en el espacio histórico». De acuerdo con Parra, el artefacto «El pago de Chile» es «prácticamente una lección de historia y geografía». El nombre de la pieza proviene de las denuncias que se les hacían a los gobernantes de la Colonia durante el Juicio de residencia, al término de sus respectivos mandatos.
La exposición contó además con instalaciones artísticas conformadas por ataúdes y neumáticos, así como con artefactos visuales ya conocidos del autor, tales como «Naturaleza muerta», que consiste en un tomate incrustado por un clavo.
También se incluyeron textos inéditos ilustrados realizados entre 2001 y 2005, los que se exhibieron en pantallas junto a otros poemas visuales, como los llamados «videoartefactos», cortometrajes de menos de un minuto de duración que giraban en torno a historias y artefactos del autor.
|                                      |
| «Cocaine Poetry can make you blind». |

|                             |
| Instalación de computadoras |

|                 |
| «Fin de fiesta» |

|                           |
| «En caso de resurrección» |

|                  |
| «American Dream» |

## Análisis de la obra
Para el crítico Niall Binns, los «artefactos visuales» representan la culminación de Parra en su investigación entre palabra e imagen, ya iniciada muchos años antes con el Quebrantahuesos (1952), y seguido por sus «bandejitas de Las Cruces» (una serie de bandejas de cartón en las que escribió textos breves acompañados de su hablante lírico, un corazón bizco con brazos, piernas y un paraguas señalando a la derecha) y sus «trabajos prácticos» (frascos y textos breves asociados a objetos cotidianos). En todas estas piezas confluyen el dadaísmo con el surrealismo, y se dejan ver obsesiones del autor por temáticas recurrentes, como la religión.

## Eventos relacionados
Durante los días de la exposición también se realizaron foros de discusión, mesas redondas, lecturas de poetas jóvenes y se lanzaron cuatro libros: Discursos de sobremesa, el catálogo de Obras públicas, la reedición de Canciones rusas y el primer volumen de sus obras completas, la antología Obras completas & algo + (1935-1972).
Paralelamente a esta exposición, se reeditó también una selección de tarjetas postales de Artefactos (1972), ilustradas por Guillermo Tejeda y censuradas durante la dictadura militar de Augusto Pinochet.
En 2014 se presentó la exposición «Voy & vuelvo» en la Biblioteca Nicanor Parra de la Universidad Diego Portales, en la que se incluyeron artefactos de Obras públicas, y se actualizó «El pago de Chile», incluyendo en ella a los presidentes Sebastián Piñera y Michelle Bachelet.